# Ternesse Golf & Country Club
De Ternesse Golf & Country Club is een Belgische golfclub in Wommelgem. De club is in 1976 opgericht.
De baan ligt in het gebied Ternesse, in de vallei van de rivier de Schijn. Hij is aangelegd door Harold James Baker. Er zijn 27 holes, Een championship course met par 71 met een bijkomende executive course van 9 holes, par 31.  Het Championship Course werd volledig gerenoveerd in de periode 2010-2015.
Vroeger stond er op Ternesse een kasteel. De overgebleven ruïnes van de bijgebouwen hiervan zijn gerenoveerd en dienen nu als clubhuis. Er is ook de ruïne van het spuihuis waar de Herentalse Vaart van de Boven Schijn aftakte. De club heeft ongeveer 1.250 leden.